# Джонатан Тісдалл
Джонатан Д. Тісдалл (англ. Jonathan D. Tisdall; нар. 26 серпня 1958 р. в Баффало, штат Нью-Йорк) — гросмейстер шахів (титул присвоєно 1993 року) і працює журналістом-фрілансером. Американський громадянин за походженням, він став ірландцем, а згодом норвежцем. Він народився від матері японки та батька ірландця.
Він був чемпіоном Норвегії з шахів у 1987, 1991 та 1995 роках. Поєднуючи шахи зі своєю роботою журналіста, він часто відвідує великі шахові заходи в якості репортера Reuters.
Він є одним із двох співробітників англомовної рубрики інтернет-видання норвезької газети Aftenposten. Він також писав статті в таких журналах, як The Spectator, The Economist та Scanorama.
В останні роки він вивчає японський шаховий варіант сьоґі.

## Книги
- Тісдалл, Джонатан (1997). Вдосконалюйте свої шахи зараз. Шахи на кожного. 224 стор.ISBN 1-85744-156-7 .
- Seirawan, Yasser; Tisdall, Jonathan (1997), Five Crowns, International Chess Enterprises, ISBN 978-1879479029978-1879479029